# Thoracocharax securis
Thoracocharax securis es una especie de peces de la familia Gasteropelecidae en el orden Characiformes.

## Morfología
Los machos pueden llegar alcanzar los 6,7 cm de longitud total.

## Hábitat
Es un pez de agua dulce y de clima tropical (23 °C-30 °C).

## Distribución geográfica
Se encuentra en Sudamérica cuenca del río Río Amazonas